# (73984) Claudebernard
(73984) Claudebernard – planetoida z pasa głównego asteroid okrążająca Słońce w ciągu 3 lat i 127 dni w średniej odległości 2,24 j.a. Została odkryta 26 lutego 1998 roku w obserwatorium w Blauvac przez René Roya. Nazwa planetoidy pochodzi od Claude'a Bernarda (ur. 1931), obserwatora plam słonecznych, próbującego powiązać je ze zjawiskami na Ziemi. Przed nadaniem nazwy planetoida nosiła oznaczenie tymczasowe (73984) 1998 DJ20.